# Mideopsis rosea
Mideopsis rosea är en kvalsterart som beskrevs av Lundblad 1941. Mideopsis rosea ingår i släktet Mideopsis och familjen Mideopsidae. Inga underarter finns listade i Catalogue of Life.